# Joël Mulachs i Escolano
Joël Mulachs i Escolano   (Barcelona, 17 de febrer de 1970) és una actriu de doblatge catalana, coneguda per doblar les veus de Scarlett Johansson (per exemple, a Què els passa, als homes? i Hitchcock), Rachel McAdams, Eliza Dushku, Kerry Washington o Kirsten Dunst. El seu debut com a actriu de doblatge va ser el 1990, amb unes frases de la pel·lícula La punyalada de Jordi Grau, i amb El senyor de les mosques. Al llarg de la seva trajectòria ha doblat pel·lícules com Scream (Neve Campbell), Moulin Rouge! (Nicole Kidman) i Cyrano de Bergerac (Anne Brochet).
Entre l'animació japonesa, és coneguda per fer la veu d'en Conan Edogawa (El detectiu Conan), d'en Son Gohan (Bola de Drac Z) i de la Sango (Inuyasha). També ha participat en el doblatge d'Els barrufets, amb el personatge menor de la princesa Sabina.
El 2020 va rebre el premi de doblatge ReTAKe a la millor actriu de doblatge per Johansson.
També realitza doblatges d'anuncis de televisió, essent per exemple la veu del canal la Sexta, i de videojocs, àmbit en què va donar veu a un dels personatges populars del 2018, Kassandra d'Assassin's Creed Odyssey, entre d'altres. En teatre ha interpretat veus en off com per exemple a l'espectacle Tricicle: Hits.
El 2022 va formar part de l'equip docent que va impartir el postgrau de Locució i Doblatge del Centro de Enseñanza Superior Alberta Giménez, adscrit a la Universitat Pontificia Comillas (Madrid). És membre de l'Associació d'Actors i Directors Professionals de Catalunya.